# Stenocrates pereirai
Stenocrates pereirai är en skalbaggsart som beskrevs av S. Endrödi 1969. Stenocrates pereirai ingår i släktet Stenocrates och familjen Dynastidae. Inga underarter finns listade i Catalogue of Life.